# أوزوالدو راميريز
أوزوالدو راميريز (بالإسبانية: Oswaldo Ramírez) (28 مارس 1947 بليما في بيرو - ) هو لاعب كرة قدم بيروفي في مركز الهجوم، شارك في كأس العالم 1970. وشارك مع منتخب بيرو لكرة القدم. أما مع النوادي، فقد لعب مع الجامعي دي بيرو ونادي سبورتينغ كريستال ونادي نيكاكسا وديبورتيفو غاليسيا وأتلتيكو إسبانيول ‏ وسبورت بويز.

## وصلات خارجية
- أوزوالدو راميريز على موقع الاتحاد الدولي (مؤرشف)  (الإنجليزية)
- أوزوالدو راميريز على موقع قاعدة بيانات كرة القدم.إي يو (الإنجليزية)
- أوزوالدو راميريز على موقع ناشيونال فوتبول تيمز (الإنجليزية)
- أوزوالدو راميريز على موقع عالم كرة القدم.نت (الإنجليزية)